# Eustrotia sulphuralis
Eustrotia sulphuralis är en fjärilsart som beskrevs av Carl von Linné 1767. Eustrotia sulphuralis ingår i släktet Eustrotia och familjen nattflyn. Inga underarter finns listade i Catalogue of Life.